# Vimmerby (comuna)
Vimmerby (em sueco: Vimmerby kommun) é uma comuna da Suécia localizada no norte do condado de Kalmar. Sua capital é a cidade de Vimmerby. Possui 1 140 quilômetros quadrados e segundo censo de 2018, havia 15 764 residentes.

## Localidades principais
As localidades mais importantes são (2018):

- Vimmerby – 8 306 habitantes
- Södra Vi – 1 178 habitantes
- Storebro – 1 049 habitantes

## Economia
O maior empregador público da comuna é a propria comuna, com 1 575 empregados, e o maior empregador no setor privado é a fábrica metalo-mecânica Ljunghäll, com 475 empregados. 

## Comunicações
A comuna de Vimmerby é atravessada no sentido norte-sul pelas estradas nacionais 23 e 34, e no sentido este-oeste pela estrada nacional 40. É igualmente atravessada no sentido norte-sul pela linha férrea do rio Stångån (Stångådalsbanan), ligando Linköping a Kalmar. 